# Głogów Małopolski (gemeente)
De gemeente Głogów Małopolski is een stad- en landgemeente in het Poolse woiwodschap Subkarpaten, in powiat Rzeszowski.
De zetel van de gemeente is in Głogów Małopolski.
Op 31 december 2006 telde de gemeente 18 237 inwoners.

## Oppervlakte gegevens
In 2002 bedroeg de totale oppervlakte van gemeente Głogów Małopolski 145,76 km², waarvan:
- agrarisch gebied: 56%
- bossen: 34%

De gemeente beslaat 11,96% van de totale oppervlakte van de powiat.

## Demografie
Stand op 30 juni 2004:
| Omschrijving                   | Totaal | Totaal | Vrouwen | Vrouwen | Mannen | Mannen |
| ------------------------------ | ------ | ------ | ------- | ------- | ------ | ------ |
| eenheid                        | aantal | %      | aantal  | %       | aantal | %      |
| inwoners                       | 17 886 | 100    | 9067    | 50,7    | 8819   | 49,3   |
| bevolkingsdichtheid (inw./km²) | 122,7  | 122,7  | 62,2    | 62,2    | 60,5   | 60,5   |

In 2002 bedroeg het gemiddelde inkomen per inwoner 1369,54 zł.

## Administratieve plaatsen (sołectwo)
Budy Głogowskie, Hucisko, Lipie, Miłocin, Pogwizdów Nowy, Pogwizdów Stary, Przewrotne, Rogoźnica, Rudna Mała, Styków, Wola Cicha, Wysoka Głogowska, Zabajka.

## Aangrenzende gemeenten
Kolbuszowa, Raniżów, Rzeszów, Sokołów Małopolski, Świlcza, Trzebownisko.
- Bibliothèque nationale de France: cb12268666j (data)
- Système universitaire de documentation: 179741381
- Virtual International Authority File: 49155648116518330008